# Морриск

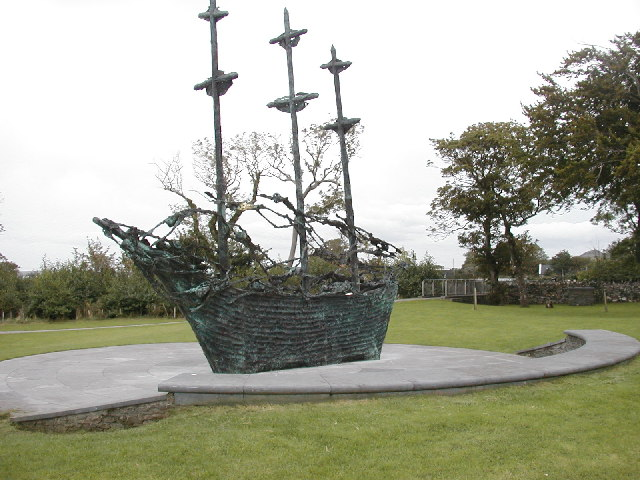
Жертвам голода

Морриск (Мерриск; англ. Murrisk; ирл. Muraisc) — деревня в Ирландии, находится в графстве Мейо (провинция Коннахт), южнее Кью, западнее Уэспорта и неподалёку от Ликанви, у подножия Крох Патрик. Население — 235 человек (по переписи 2002 года).
В июле 1997 года здесь президентом Ирландии Мэри Робинсон был открыт монумент жертвам Голода.